# Здолбунів (станція)
Здолбу́нів (Здолбунів-Пасажирський) — вузлова сортувальна залізнична станція Рівненської дирекції Львівської залізниці на перетині ліній Шепетівка — Здолбунів, Здолбунів — Красне, Здолбунів — Ковель. Є станцією стикування між Львівською та Південно-Західною залізницями (межа пролягає за 5 км від станції поблизу зупинного пункту Здолбунів-Південний). Розташована в місті Здолбунів Рівненського району Рівненської області

## Історія
Лінію Козятин I — Здолбунів — Ковель — Граєво будували впродовж 1871—1876 років, на якій у 1873 році була відкрита станція Здолбунів. Тоді ж було прокладено лінію до станції Радивилів (тоді — російсько-австрійський кордон) із виходом на Львів.
1964 року на Привокзальній площі Здолбунова відбулися урочистості з нагоди відкриття пам'ятника Герою Радянського Союзу Миколі Приходьку (1920—1943) — диверсанту-розвіднику партизанського загону Дмитра Мєдвєдєва за часів радянсько-німецької війни (1941—1945рр), кур'єру особливого призначення, зв'язковому, агенту НКВС Миколи Кузнєцова на Рівненщині до 1943 року.
Електрифіковано станцію впродовж 1964—1965 років у складі дільниці Фастів I — Шепетівка — Здолбунів — Красне — Львів.
У 1987 році на станції Здолбунів відбулося зіткнення електровоза-штовхача, яким керував машиніст О. О. Кулеша, із рейсовим автобусом, в салоні якого перебувало 38 пасажирів, з яких 18 осіб було травмовано. Аварія сталася через вину залізничників.

Вокзал станції Здолбунів
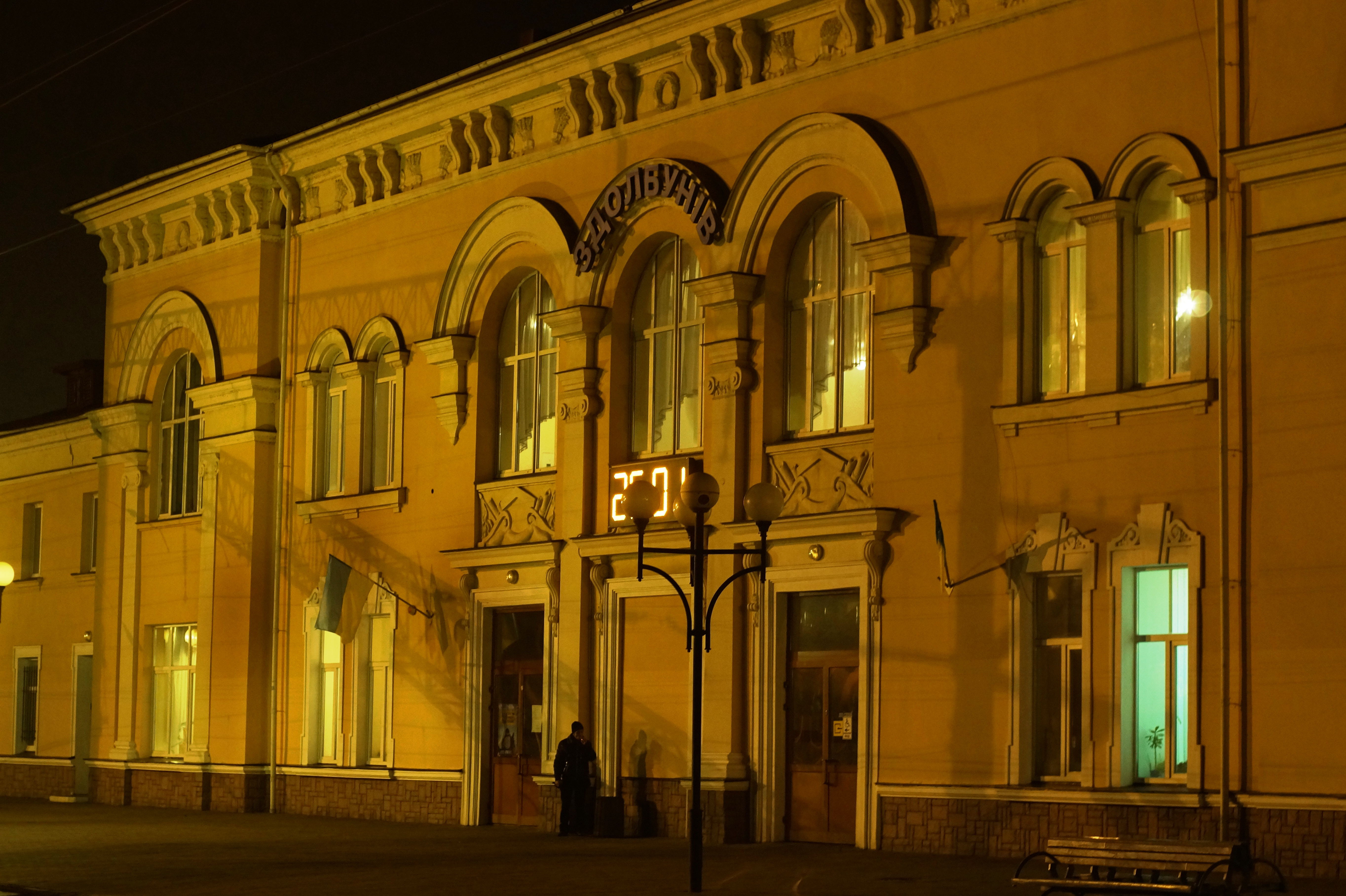
Центральний вхід вокзалу
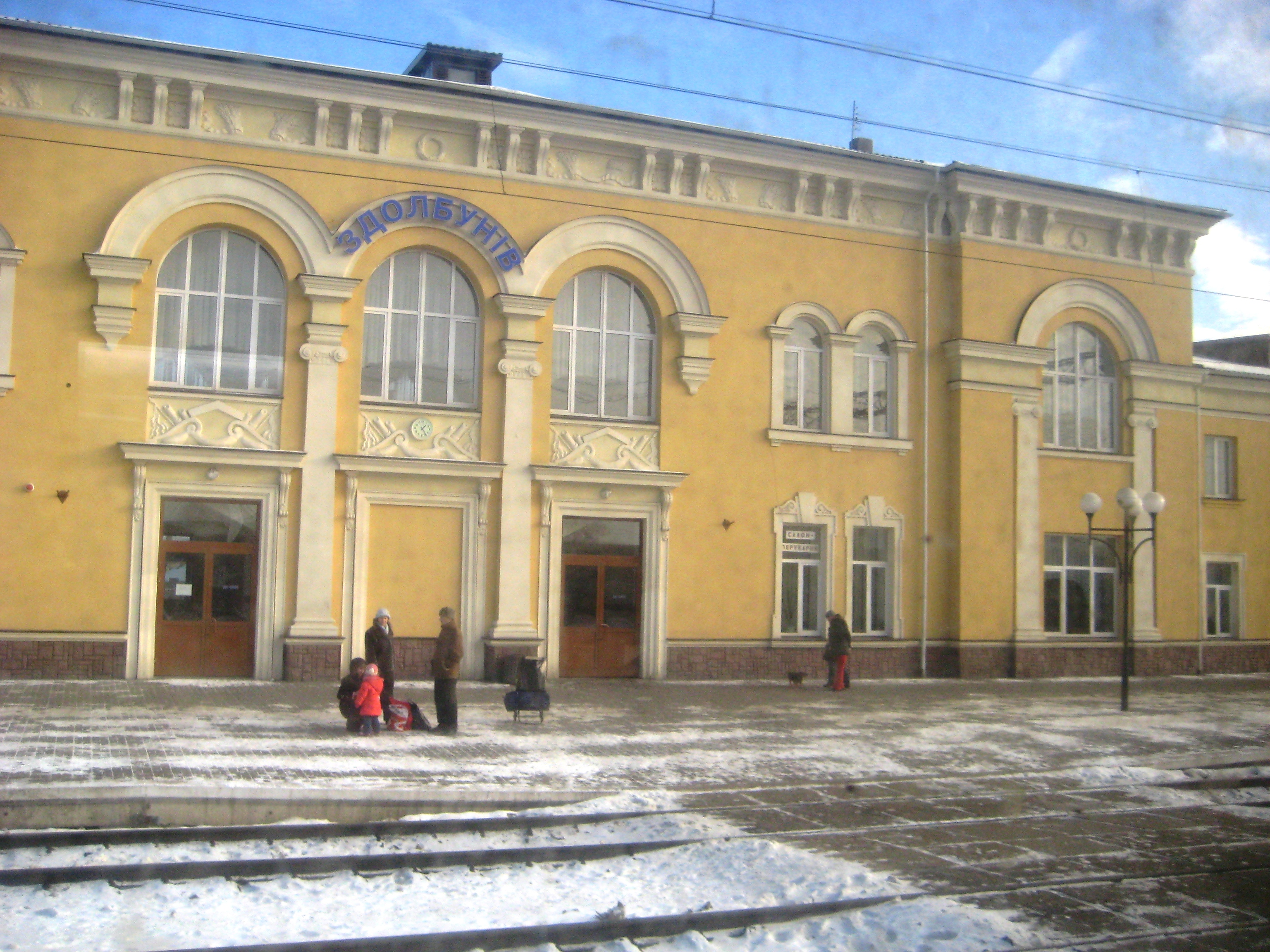
Вокзал узимку
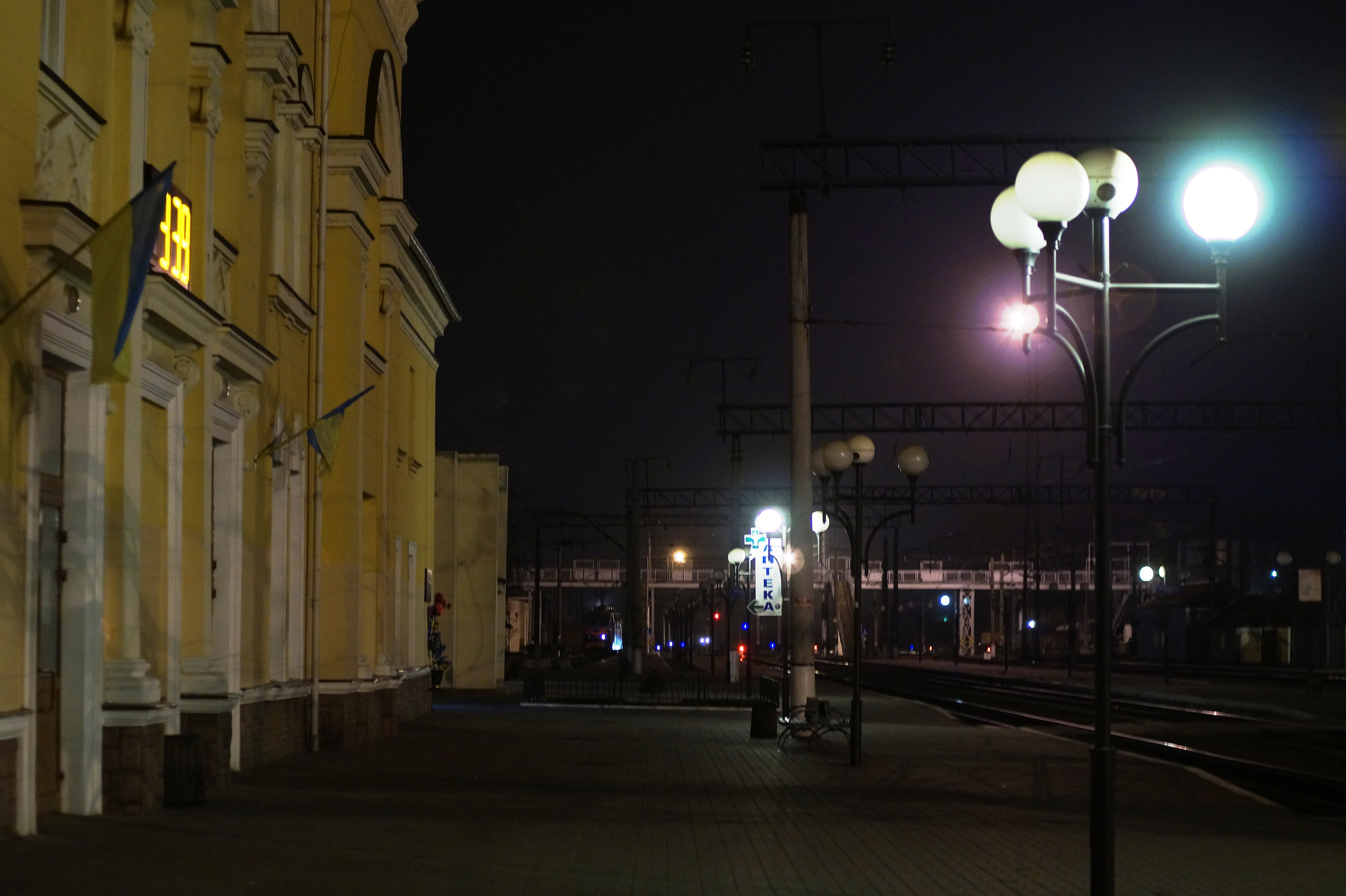
Платформа № 1

Дільницю Здолбунів — Рівне — Ковель електрифіковано впродовж 1998—2001 років.

## Моторвагонне депо
На станції розташоване однойменне локомотивне та моторвагонне депо, де ремонтують всі зміннострумові електропоїзди Львівської залізниці та частину дизель-поїздів. У депо обслуговується запущений у липні 2017 року поїзд міжнародного сполучення Здолбунів — Ковель — Холм.

## Пасажирське сполучення
Міжнародне сполучення
У міжнародному сполученні до березня 2020 року курсували пасажирські поїзди до Мінська, Холма, Москви (з 20 травня 2019 року поїзд № 78/77 Ковель — Москва скасований).
З 24 серпня 2017 року призначений поїзд міжнародного сполучення № 751/752 Здолбунів — Холм. З 9 червня 2019 року, через неузгодженість позиції між «Укрзалізницею» і польською митною службою в питанні сплати податку на паливо, маршрут поїзда скорочено до прикордонної станції Дорогуськ.
Далеке сполучення
Поїзди курсують у напрямках Києва, Ковеля, Львова, Луцька, Ужгорода, Івано-Франківська, Трускавця, Одеси, Запоріжжя, Дніпра, Харкова. До початку повномасштабного російського вторгнення в Україну (з 2022 року) поїзди курсували до станцій Новоолексіївка, Миколаів, Херсон.
З липня 2015 року через день по станції Здолбунів курсують два «нічних експреса» № 17/18 «Мрія» (з 2 грудня 2022 року — «Сковорода-Експрес») сполученням Харків-Пасажирський — Мукачево (з 10 грудня 2017 року маршрут руху поїзда подовжено до станції Ужгород) та № 15/16 «Владислав Зубенко» Харків-Пасажирський — Івано-Франківськ — Рахів (з 10 грудня 2017 року).
З 11 грудня 2018 року подовжено маршрут нічного швидкого фірмового пасажирського поїзда «Миколаїв» сполученням Миколаїв — Київ — Рівне (нині прямує лише до Києва).
Деякі пасажирські поїзди у напрямку Львова прямують без заходу на станцію Здолбунів, а оминають її з півдня (від зупинного пункту Миколи Приходька до зупинного пункту Здолбунів-Південний).
Регіональне сполучення
Через станцію Здолбунів-Пасажирський курсують і регіональні експреси Київ-Пасажирський — Рівне, Львів — Рівне.
Приміське сполучення
Від станції Здолбунів-Пасажирський курсують до станцій:
- Дубно — Красне — Львів;
- Рівне — Луцьк — Ковель;
- Могиляни — Шепетівка;
- Сарни — Удрицьк — Горинь.

## Галерея

Вигляд із платформ
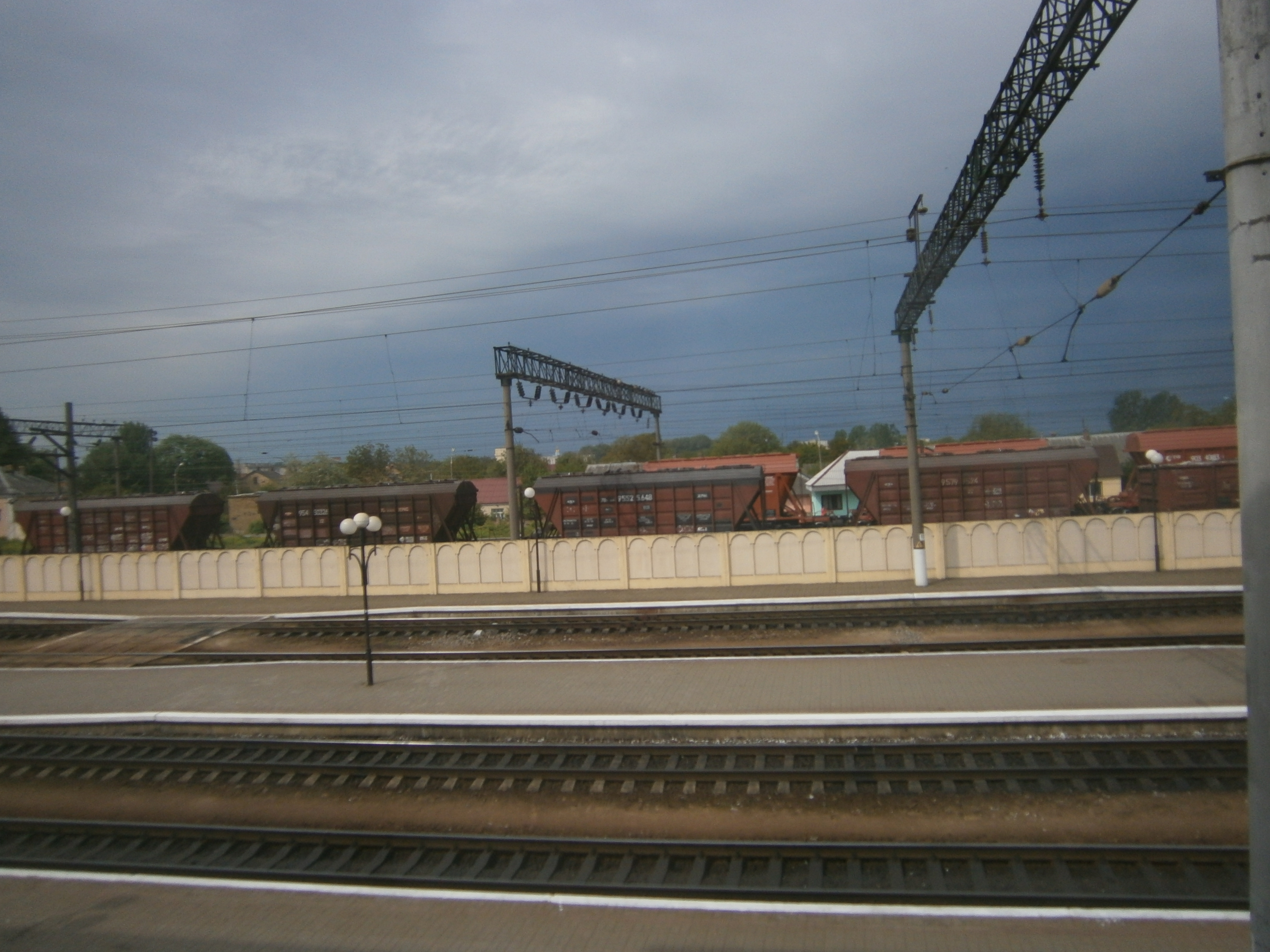
Вантажні поїзди
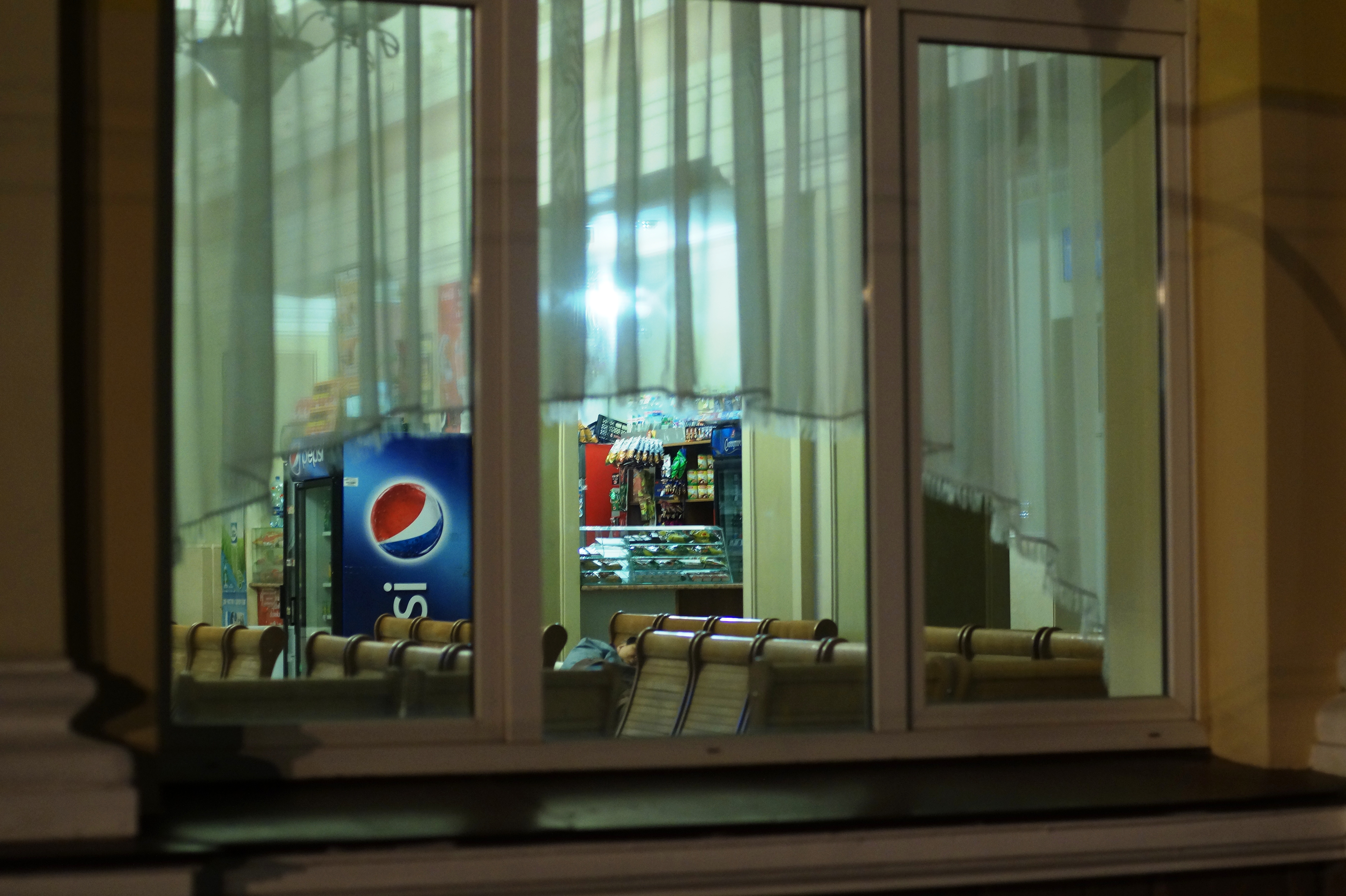
У вікні вокзального кафе вночі
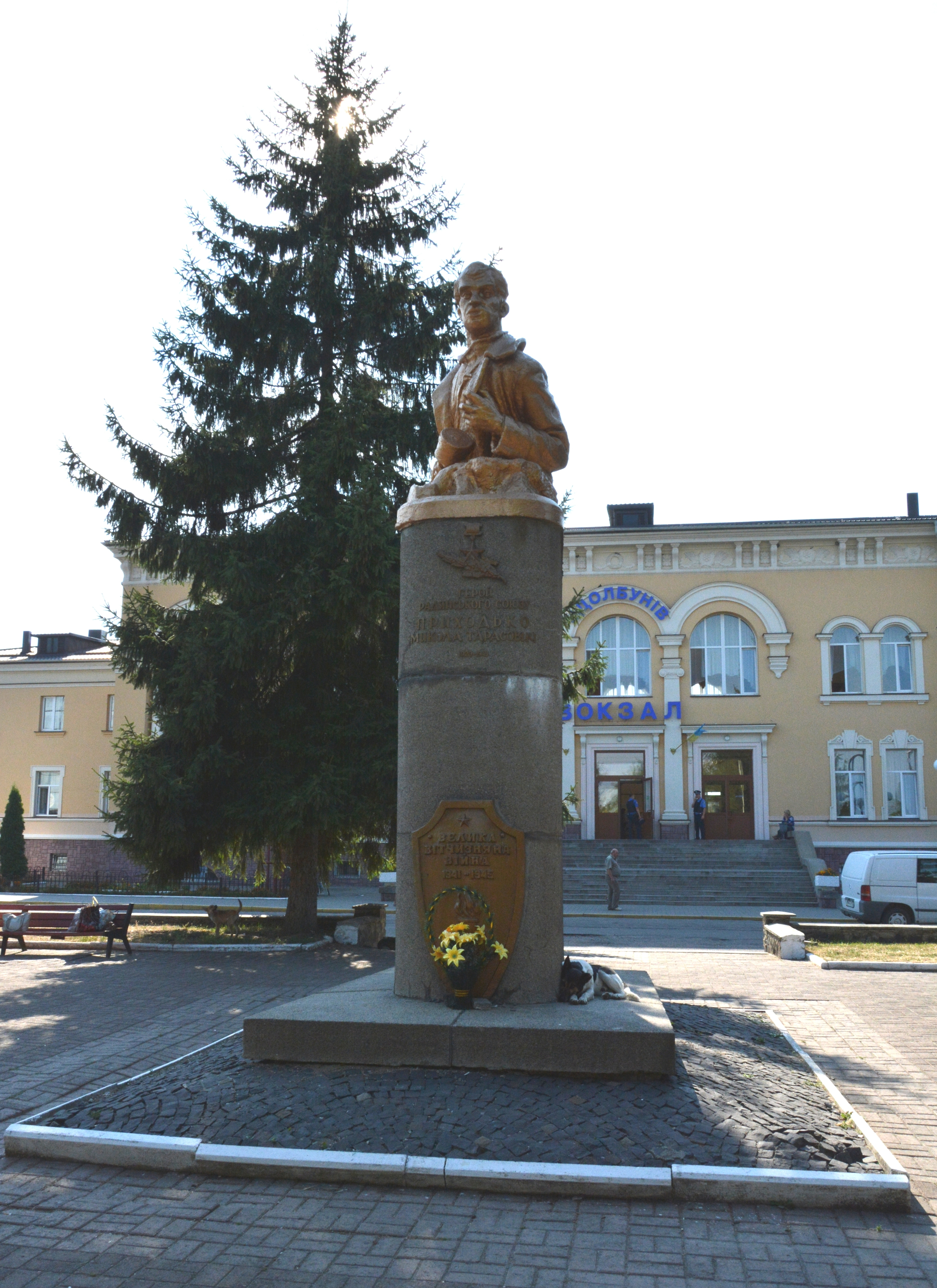
Пам'ятник Миколі Приходьку на Привокзальній площі
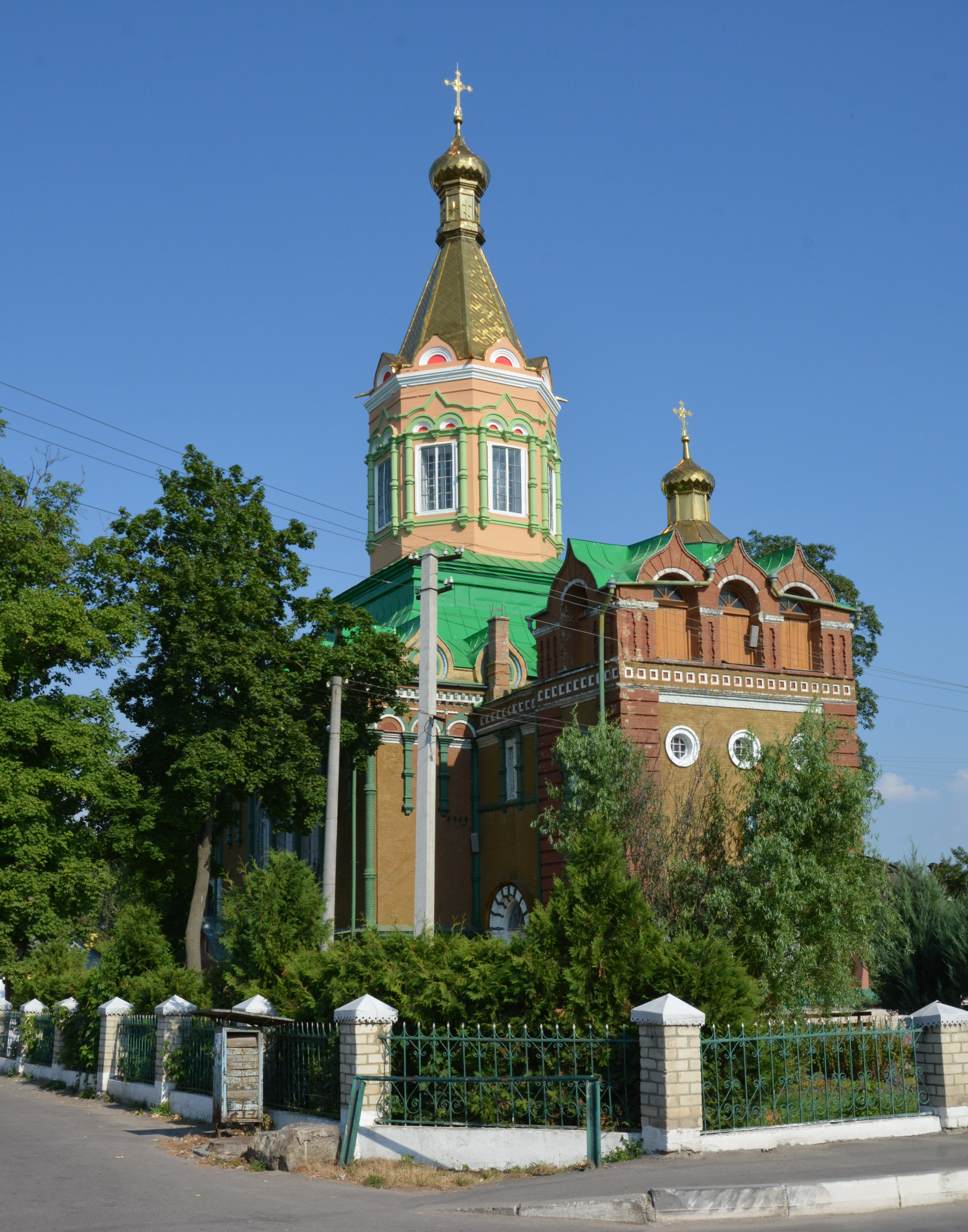
Церква Святої Катерини біля станції Здолбунів